# Niclas Ebel
Niclas Ebel, född den 12 april 1755, död den 9 mars 1827 i Stockholm, var en svensk köpman, vars namn blivit förknippad med det så kallade ebelska upploppet den 7 januari 1793, då han anklagades för att ha uppviglat borgare på Södermalm mot officerare och dömdes till fem års landsförvisning.

## Biografi
Ebel var son till en grosshandlare med härstamning från Livland och tog vid dennes död 1789 över verksamheten. Efter ansökan hos handelskollegiet beviljades han 1790 eget burskap som grosshandlare.
Genom arvskiften och moderns förmånsrätt fick han starta sin rörelse under knappa ekonomiska förhållanden och har i memoarer presenterats som en bankrutterad köpman, ”en halt, avsigkommen köpman”.
I Stockholm rådde under den gustavianska tiden social oro och borgerskapet vände sig mot adelns privilegier. I de breda folklagren spred sig en dov och hotfull stämning, framkallad av deras dåliga levnadsförhållanden på grund av stadens stagnerande utveckling. En incident i denna miljö är det som  givit Ebel uppmärksamhet för eftervärlden.

### Ebelska upproret
I början 1793 orsakade ett gräl mellan ett par borgare och en adlig officer, Joakim Henrik de Frese, vars uppträdande ansågs vittna om officerskårens översitteri gentemot borgerskapet, vilket ledde till en rättegång. Under denna samlades en mängd demonstranter utanför slottet där rättegången hölls, och försökte tränga sig in i lokalerna.
Det ansågs att Ebel försökt uppvigla massan till upplopp med politisk bakgrund och han dömdes till fem års landsförvisning. Efter denna återkom han till Stockholm men lyckades aldrig starta om sin verksamhet som köpman.
Ebelska upproret har betraktats som ett utslag av motsättningarna mellan borgerskapet och adeln under intryck bland annat av franska revolutionen.
Ebel var kortväxt, halt och puckelryggig. Lars von Engeström säger om honom: "Sedan världens skapelse har det aldrig funnits en löjligare upprorsledare. Han hade insupit läran om jämlikheten, som predikades i Frankrike i början av revolutionen." När Ebel varit inför rätta och skulle föras tillbaka till fängelset visade han, enligt Engeström, att han "icke ville vara likställd med andra än dem, som voro över honom. När man ville placera en skomakare, som var av samma slag som han, i samma vagn, protesterade han högtidligen mot ett så opassande förslag."